# Нуррі
Нуррі (італ. Nurri, сард. Nurri) — муніципалітет в Італії, у регіоні Сардинія,  провінція Кальярі.
Нуррі розташоване на відстані близько 370 км на південний захід від Рима, 60 км на північ від Кальярі.
Населення — 2202 особи (2014).

## Демографія
Населення за роками:

Станом на 1 січня 2023 року в муніципалітеті офіційно проживало 28 іноземців з 12 країн, серед них 13 громадян країн Євросоюзу та 2 громадяни України.

## Сусідні муніципалітети
- Естерцилі
- Ізілі
- Мандас
- Орролі
- Садалі
- Серрі
- Сьюргус-Донігала
- Вілланова-Туло